# Oratoriu (edificiu)
Oratoriu (din l.latină orare = a se ruga; în italiană oratorio, în franceză oratoire) este un edificiu (capelă, paraclis, încăpere etc., de obicei în mănăstiri și biserici) rezervat rugăciunilor.

## Galerie foto

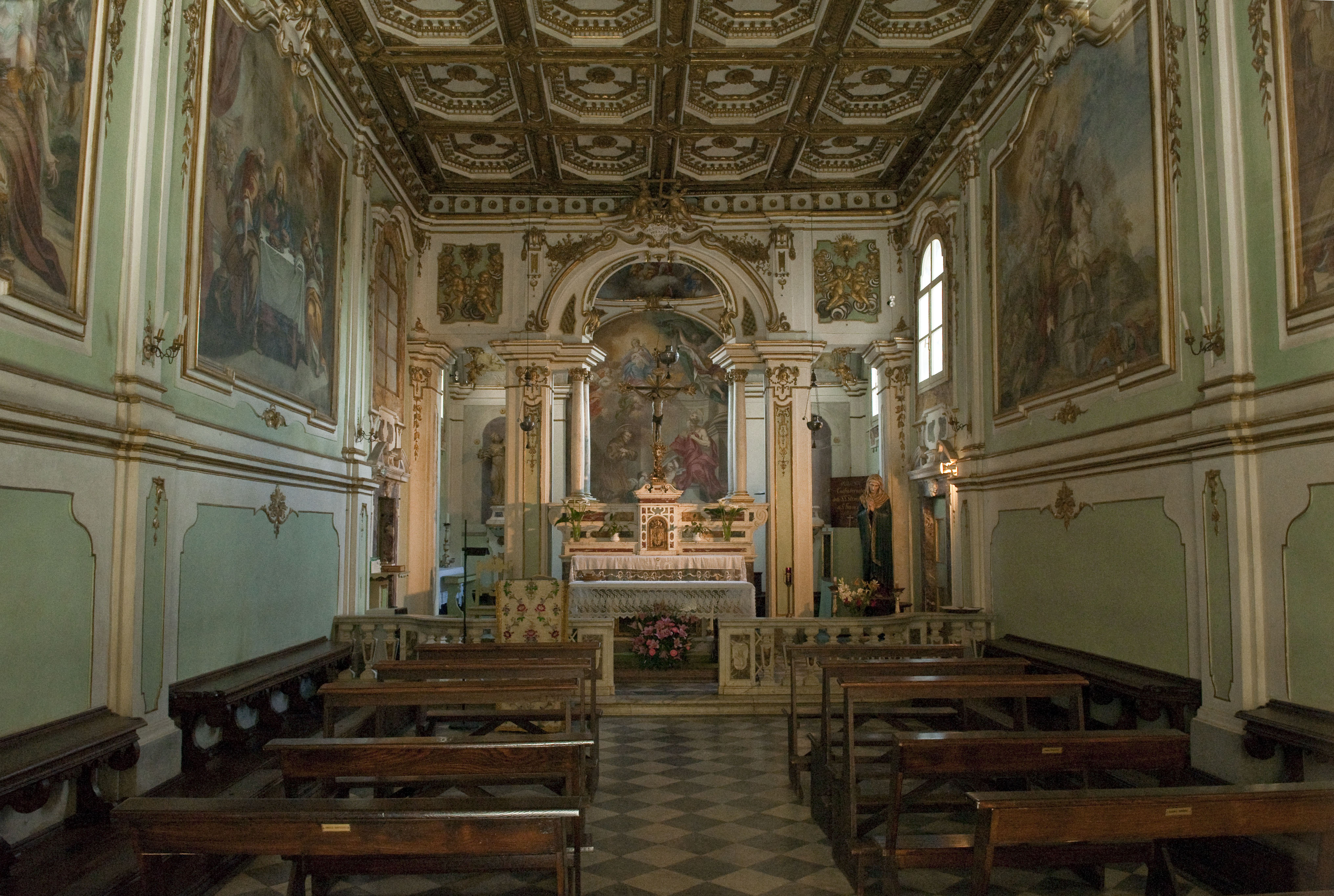
Oratoriul "San Francesco a Bibbiena" din Arezzo (Italia)
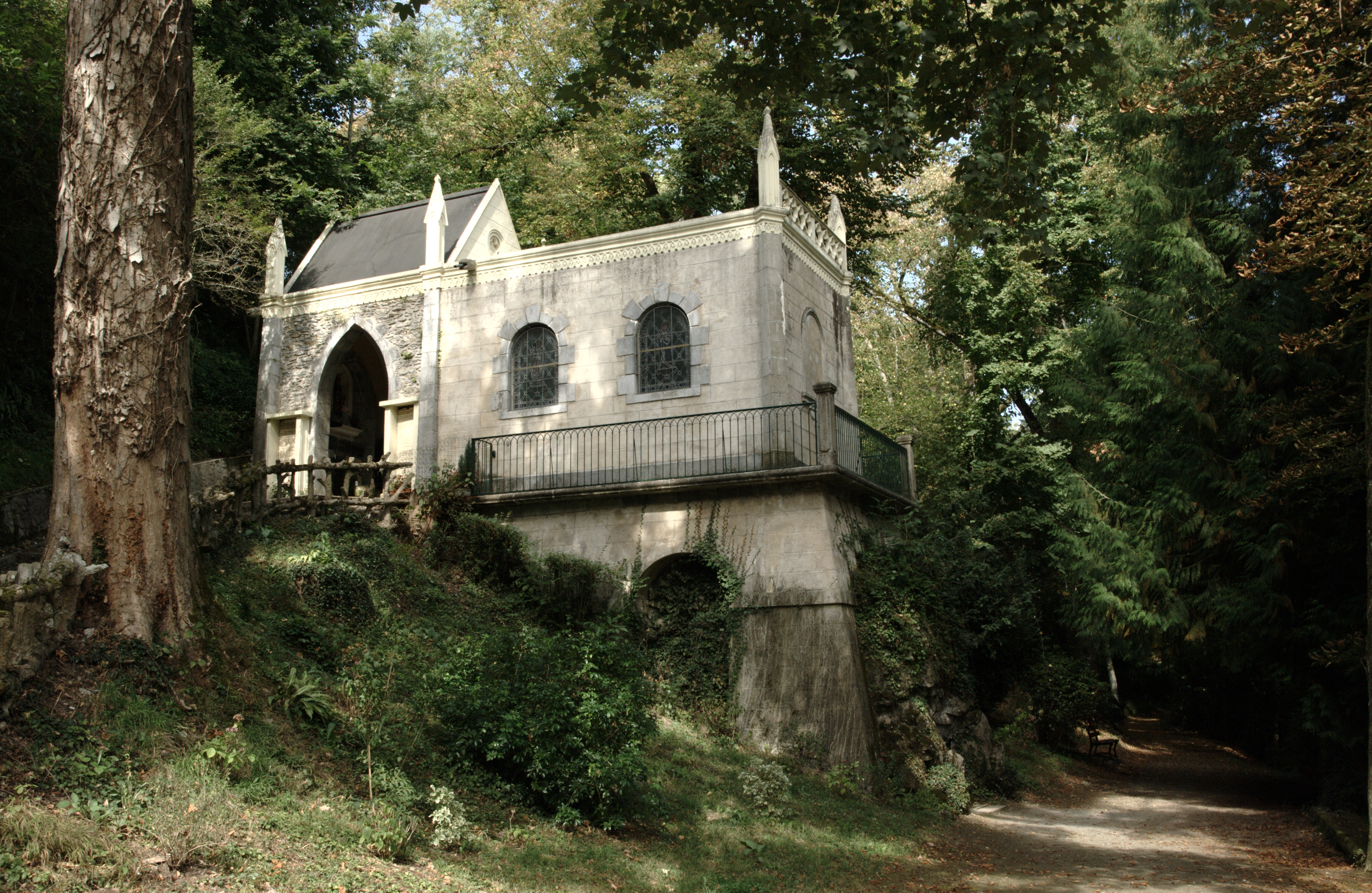
Oratoriul Saint-Céneré⁠ din Saulges (Franța)

## Legături externe
- Materiale media legate de Oratoriu la Wikimedia Commons